# La Elipa (metrostation)
La Elipa is een metrostation in het stadsdeel Ciudad Lineal van de Spaanse hoofdstad Madrid. Het station werd geopend op 16 februari 2007 en wordt bediend door lijn 2 van de metro van Madrid.